# Василяускас, Шарунас
Шару́нас Василя́ускас (лит. Šarūnas Vasiliauskas; род. 27 марта 1989, Каунас, Литовская ССР, СССР) — литовский баскетболист, играющий на позиции разыгрывающего защитника.

## Клубная карьера
С 2001 по 2006 год Шарунас занимался в Школе Арвидаса Сабониса (лит. A. Sabonio krepšinio mokykla).
В 2006 году попал в резервную команду «Жальгириса», а в 2007 году выиграл с клубом молодёжную Евролигу. Год спустя пробился в первую команду. В августе 2010 года перешёл на правах аренды в «Балтай», в декабре 2011 года — в «Литкабелис». В августе 2012 года стал игроком «Рускон-Мордовии», но уже в декабре ушёл в «Пено жвайгждес». В августе 2013 года он стал игроком «Трефла». Отличился в матче на Суперкубок Польши, набрал 20 очков и был признан MVP.

## Международная карьера
В 2005 году в составе сборной Литвы занял 5-е место на чемпионате Европы среди юношей в Леоне, в 2007 году — 4-е место на чемпионате Европы до 18 лет в Мадриде. В составе молодёжной сборной стал серебряным призёром чемпионата Европы-2008, а год спустя занял 5-е место.
В 2014 году получил приглашение в сборную Литвы.